# Clemson Tigers football
La squadra di football dei Clemson Tigers rappresenta la Clemson University. I Tigers competono nella Football Bowl Subdivision (FBS) della National Collegiate Athletics Association (NCAA) e nella Atlantic Division della Atlantic Coast Conference. Nata nel 1896, la squadra ha vinto tre campionati nazionali nel 1981, 2016 e 2018. Ha avuto sette stagioni da imbattuti e 4 stagioni perfette, 28 titoli di conference, 9 titoli di division (a partire dal 2005) ed ha prodotto oltre 100 All-American.

## Titoli

### Titoli nazionali
Clemson concluse la sua stagione da imbattuta del 1981 con una vittoria per 22-15 sui Nebraska Cornhuskers numero 4 del tabellone nell'Orange Bowl 1982, venendo proclamata campione nazionale da tutti i maggior selettori. Il secondo titolo lo conquistò nel 2016, battendo in finale Alabama, che l'aveva sconfitta l'anno precedente.
| Anno              | Allenatore        | Selettore                | Record            | Bowl                      | Avversario | PF | PS |
| ----------------- | ----------------- | ------------------------ | ----------------- | ------------------------- | ---------- | -- | -- |
| 1981              | Danny Ford        | AP, UPI/Allenatori       | 12-0              | Orange Bowl               | Nebraska   | 22 | 15 |
| 2016              | Dabo Swinney      | College Football Playoff | 13-1              | CFP National Championship | Alabama    | 35 | 31 |
| 2018              | Dabo Swinney      | College Football Playoff | 15-0              | CFP National Championship | Alabama    | 44 | 16 |
| Titoli nazionali: | Titoli nazionali: | Titoli nazionali:        | Titoli nazionali: | 3                         | 3          | 3  | 3  |

### Stagioni da imbattuti
A partire dal 1896, Clemson ha avuto sei stagioni in cui è rimasta imbattuta. Tra queste vi furono tre stagioni perfette in cui i Tigers non persero né pareggiarono alcuna partita:
- 1900, 1906, 1948, 1950, 1981, 2015, 2018

## Premi individuali

### Membri della College Football Hall of Fame
Clemson ha avuto 3 giocatori e 3 allenatori introdotti nella College Football Hall of Fame.

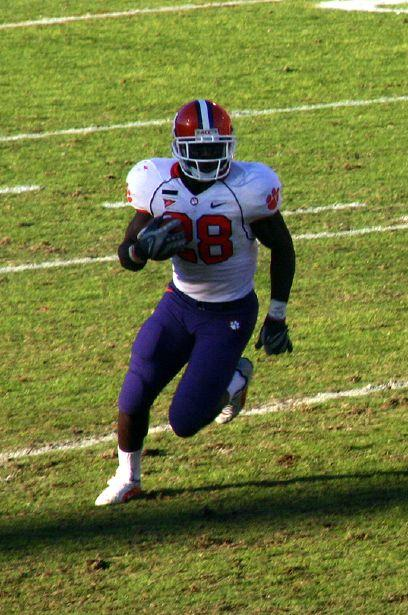
Il numero 28 di C.J. Spiller è uno dei tre ritirati dai Tigers

| Nome           | Anni a Clemson | Ruolo      | Anno |
| -------------- | -------------- | ---------- | ---- |
| JJeff Davis    | 1978–1981      | Linebacker | 2007 |
| John Heisman   | 1900–1903      | Allenatore | 1954 |
| Frank Howard   | 1940–1969      | Allenatore | 1989 |
| Terry Kinard   | 1978–1982      | Safety     | 2001 |
| Banks McFadden | 1937–1939      | Halfback   | 1959 |
| Jess Neely     | 1931–1939      | Allenatore | 1971 |

### Numeri ritirati
| Numero | Nome           | Anni a Clemson | Ruolo        | Anno |
| ------ | -------------- | -------------- | ------------ | ---- |
| 4      | Steve Fuller + | 1975–1978      | Quarterback  | 1979 |
| 66     | Banks McFadden | 1937–1939      | Halfback     | 1987 |
| 28     | C.J. Spiller   | 2006–2009      | Running Back | 2010 |

+ Il numero 4 di Steve Fuller fu ritirato nel 1979. Tuttavia, tornò ad essere indossato nel 2014 dalla stella Deshaun Watson col permesso di Fuller.